# St. Marien (Delitzsch)

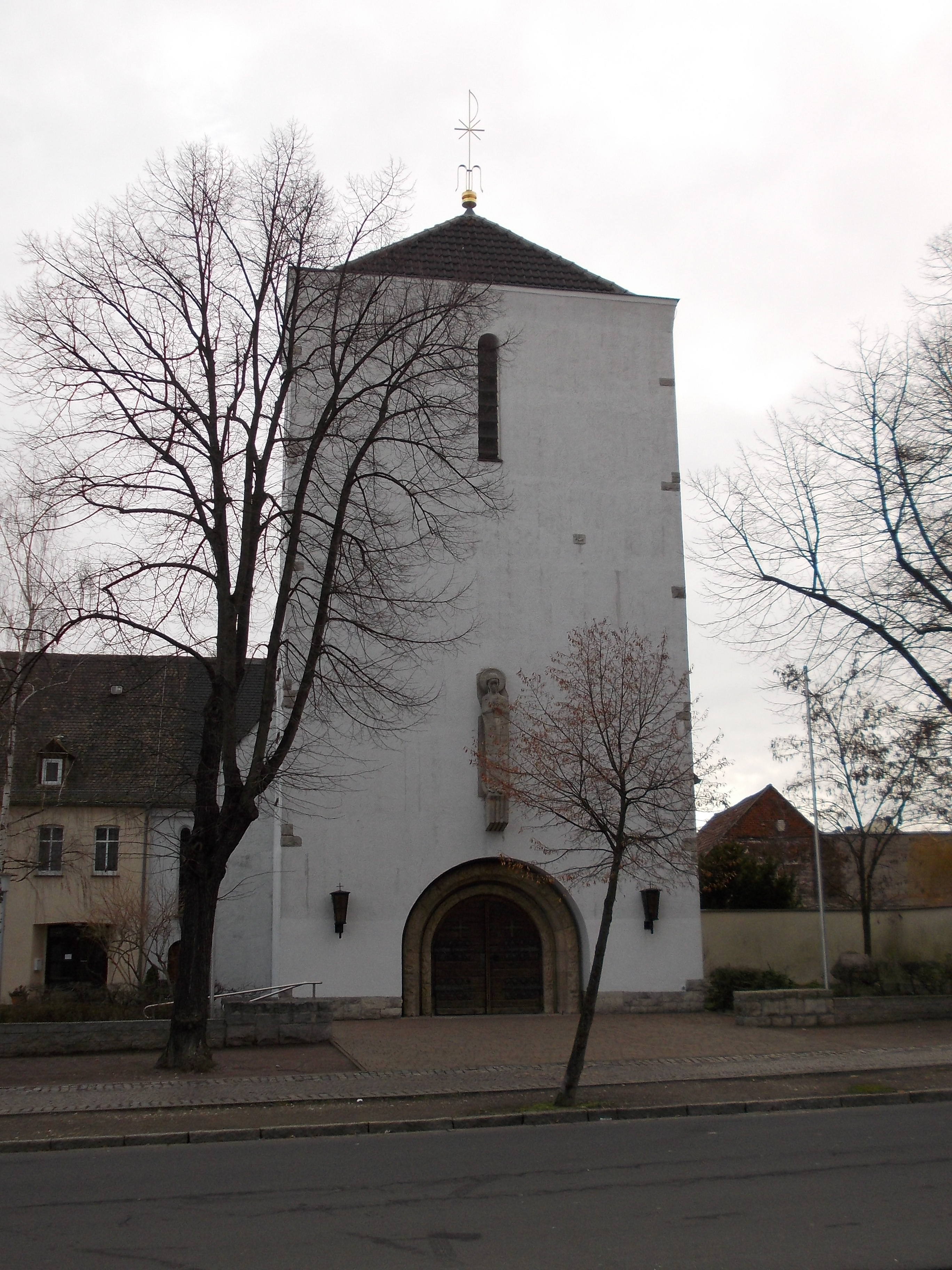
Pfarrkirche St. Marien

St. Marien, offiziell Unbefleckte Empfängnis, ist die römisch-katholische Kirche in Delitzsch, einer Stadt im Landkreis Nordsachsen in Sachsen. Das nach Maria (Patrozinium: Unbefleckte Empfängnis) benannte Gotteshaus ist die Pfarrkirche der Pfarrei St. Klara Delitzsch in der Pastoralregion Dessau des Bistums Magdeburg. Das Bauwerk ist vom Landesamt für Denkmalpflege Sachsen unter der Nr. 08971615 als Kulturdenkmal erfasst.

## Lage
Die geostete Kirche steht auf dem Grundstück Lindenstraße 4, an der Ecke zur Elisabethstraße, ungefähr zwischen dem unteren Bahnhof und der Altstadt von Delitzsch.

## Geschichte
Nach dem Tod von Georg dem Bärtigen wurden die Bevölkerung und die Kirche von Delitzsch, die damals zum Erzbistum Magdeburg gehörten, durch die 1539 von Heinrich dem Frommen durchgeführte Reformation evangelisch-lutherisch. Wolfgang Lungwitz war der letzte katholische Pfarrer in Delitzsch vor der Reformation.
Nachdem sich wieder Katholiken in Delitzsch niedergelassen hatten, hielt Pfarrer Eberhard Klahold aus Halle (Saale) ab 1850 gelegentliche Gottesdienste in Delitzsch. 1852 übernahm der neuernannte Missionar aus Eilenburg die Gottesdienste in Delitzsch. Bis 1855 fanden die Gottesdienste in der Hospitalkirche St. Georg statt, danach in der Wirtsstube des Bürgervereins, da den Katholiken die Nutzung der Hospitalkirche gekündigt worden war.
Am 26. April 1858 wurde Kaplan Friedrich Schröder zum ersten ortsansässigen Seelsorger für Delitzsch ernannt. Am 13. Mai 1858, dem Hochfest Christi Himmelfahrt, fand seine Einführung in Delitzsch statt. 1858 erfolgte die Errichtung der Missionspfarrei Delitzsch, der damals rund 250 Katholiken angehörten. Von 1858 an wurden in Delitzsch auch katholische Kirchenbücher geführt. 1859 folgte der Ankauf eines in der Töpfergasse gelegenen Grundstücks, das darauf befindliche Haus wurde bis 1868 als Missionshaus mit Schule und Kapelle genutzt. Ostern 1860 fand die Eröffnung einer katholischen Schule statt.
Da sich das Missionshaus als unzureichend erwies, wurde 1864 das Grundstück erworben, auf dem heute die Kirche steht. Nach Plänen von Arnold Güldenpfennig entstand auf dem Grundstück ein neues Missionshaus, das am 31. Mai 1868, dem Pfingstsonntag, eingeweiht wurde. In das Missionshaus zog 1868 auch die Schule ein. An das Missionshaus wurde eine Kirche angebaut, die 1872 durch Konrad Martin, den Bischof des Bistums Paderborn, zu dem Delitzsch damals gehörte, konsekriert wurde. 1945 wurde in dieser Kirche ein Altenheim eingerichtet.
Nachdem sich die Zahl der Katholiken in der Missionspfarrei Delitzsch erheblich vergrößert hatte, wurden 1894 in Bitterfeld sowie 1947 in Glesien und Löbnitz Tochtergemeinden gegründet. Am 1. April 1915 wurde die Missionspfarrei Delitzsch zur Pfarrei erhoben, die damals rund 750 Katholiken umfasste. In der Zeit des Nationalsozialismus wurde die katholische Schule am 1. Oktober 1938 auf staatliche Anordnung aufgelöst.
Das heutige Kirchengebäude wurde 1936 innerhalb weniger Monate errichtet. Es wurde von Johannes Reuter entworfen und löste einen kleineren Vorgängerbau aus den Jahren 1867/68 ab. Am 16. August 1936 erfolgte der erste Spatenstich, noch im gleichen Jahr die Grundsteinlegung, und bereits am 20. Dezember 1936 folgte die Benediktion der Kirche mit Weihe der Glocken. Erst am 19. Juni 1938 weihte Weihbischof Augustinus Philipp Baumann die Kirche.
Eine Orgel wurde 1952 vom Unternehmen Hermann Eule Orgelbau Bautzen als Opus 265 in zwei Bauabschnitten erbaut, das Ende 1953 fertiggestellte Instrument verfügte über 27 Register auf zwei Manualwerken.
Am 1. November 2007 wurde der Gemeindeverbund Bad Düben – Delitzsch – Eilenburg – Löbnitz – Lehelitz errichtet. Am 2. Mai 2010 wurde aus dem Gemeindeverbund die heutige Pfarrei St. Klara Delitzsch gebildet. Die Pfarreien Bad Düben, Delitzsch und Eilenburg, die Pfarrvikarie Löbnitz und die Kuratie Lehelitz wurden in diesem Zusammenhang aufgelöst.
Die Pfarrer der Gemeinde waren ab 1858 Friedrich Schröder, ab 1860 August Adolf Baeseler, ab 1892 Johannes Bitter, ab 1896 Friedrich Heller, ab 1904 Josef Stahl, und ab 1908 Friedrich Anton Köhne, der bis 1934 in Delitzsch blieb. Von 1945 bis 1946 war Otfried Müller, der später Professor am Philosophisch-Theologischen Studium Erfurt und Konzilstheologe wurde, als Seelsorger an der St.-Marien-Kirche tätig. Von 1948 bis 1954 war Theodor Hubrich, der später Weihbischof im in der DDR liegenden Teil des Erzbistums Paderborn wurde, als Vikar an der St.-Marien-Kirche tätig.
Von 1948 bis 1978 war Paul Schulte Pfarrer von Delitzsch, von 1968 bis 1973 war er auch Dechant des Dekanates Wittenberg, zu dem Delitzsch damals gehörte. Von 2006 bis 2020 war Michael Poschlod Pfarrer in Delitzsch, sein Nachfolger ist seit 2020 Bernhard Schelenz (Stand 2023).

## Orgel
Die heutige Orgel stammt aus dem Jahre 2013, sie wurde von dem Orgelbauer Weimbs aus Hellenthal hergestellt und ersetzt das Vorgängerinstrument von 1952/53. Am 9. November 2013 wurde sie durch Bischof Gerhard Feige eingeweiht.
Das Schleifladen-Instrument hat 23 Register auf zwei Manualwerken und Pedal. Die Spiel- und Registertrakturen sind mechanisch.
| I Hauptwerk C–a3 |            |       |
| 1.               | Bourdon    | 16′   |
| 2.               | Principal  | 8′    |
| 3.               | Hohlflöte  | 8′    |
| 4.               | Oktave     | 4′    |
| 5.               | Spitzflöte | 4′    |
| 6.               | Quinte     | 2 ⁄3′ |
| 7.               | Octave     | 2′    |
| 8.               | Mixur IV   | 1 ⁄3′ |
| 9.               | Trompete   | 8′    |
|                  | Tremulant  |       |

| II Schwellwerk C–a3 |                      |        |
| 10.                 | Offenflöte           | 8′     |
| 11.                 | Gambe                | 8′     |
| 12.                 | Vox coelestis (ab G) | 8′     |
| 13.                 | Traversflöte         | 4′     |
| 14.                 | Fugara               | 4′     |
| 15.                 | Nasard               | 2 ⁄3′  |
| 16.                 | Flautino             | 2′     |
| 17.                 | Terz                 | 1 3⁄5′ |
| 18.                 | Oboe                 | 8′     |
|                     | Tremulant            |        |

| Pedal C–g1 |             |     |
| 19.        | Subbass     | 16′ |
| 20.        | Bassflöte   | 8′  |
| 21.        | Violoncello | 8′  |
| 22.        | Choralflöte | 4′  |
| 23.        | Posaune     | 16′ |

- Koppeln: II/I (auch als Suboktavkoppel), I/P, II/P.